# Rinorea subintegrifolia
Rinorea subintegrifolia là một loài thực vật có hoa trong họ Hoa tím. Loài này được (P.Beauv.) Kuntze miêu tả khoa học đầu tiên năm 1891.